# Середня Турша
Середня Турша́ (рос. Средняя Турша, марій. Ошладӱр) — присілок у складі Медведевського району Марій Ел, Росія. Входить до складу Люльпанського сільського поселення.

## Населення
Населення — 424 особи (2010; 385 у 2002).
Національний склад (станом на 2002 рік):
- лучні марійці — 83 %